# Jules Antoine Lissajous
Jules Antoine Lissajous (4 de março de 1822 em Versailles - 24 de junho de 1880 em Plombières-les-Dijon) foi um físico francês, após os quais as curvas de Lissajous são nomeadas. Entre outras inovações, Lissajous inventou o aparelho Lissajous, dispositivo que cria as figuras que levam seu nome. Nele, um feixe de luz é refletido em um espelho preso a um diapasão vibratório e, em seguida, refletido em um segundo espelho preso a um diapasão vibratório perpendicularmente orientado (geralmente de um tom diferente, criando um intervalo harmônico específico), em uma parede, resultando em uma figura de Lissajous. Isso levou à invenção de outros aparelhos, como o harmonógrafo.